# Puchar Świata w Rugby 7 (2022) – kwalifikacje mężczyzn
Kwalifikacje mężczyzn do Pucharu Świata w Rugby 7 (2022) miały na celu wyłonienie męskich reprezentacji narodowych w rugby 7, które wystąpiły w finałach tego turnieju.

## Informacje ogólne
Turniej finałowy organizowanego przez World Rugby Pucharu Świata odbędzie się w Kapsztadzie w dniach 9–11 września 2022 roku i wezmą w nim udział dwadzieścia cztery drużyny. Schemat eliminacji został opublikowany w połowie maja 2021 roku. Automatyczny awans do turnieju finałowego uzyskali ćwierćfinaliści poprzedniego Pucharu Świata. W przeciwieństwie do poprzednich edycji nie był brany pod uwagę ranking światowego cyklu, zatem o pozostałe miejsca odbywały się kwalifikacje oparte jedynie o regionalne turnieje zaplanowane na okres od listopada 2021 do lipca 2022 roku. Europie przyznano cztery miejsca, Afryce i Oceanii trzy, trzem pozostałym regionom natomiast po dwa.

## Zakwalifikowane drużyny
|                           | Afryka                      | Ameryka Południowa | Ameryka Północna/Karaiby | Azja                          | Europa                                   | Oceania                     |
| ------------------------- | --------------------------- | ------------------ | ------------------------ | ----------------------------- | ---------------------------------------- | --------------------------- |
| Automatyczna kwalifikacja | - Południowa Afryka         | - Argentyna        | - Stany Zjednoczone      |                               | - Anglia - Francja - Szkocja             | - Fidżi - Nowa Zelandia     |
| Regionalne eliminacje     | - Kenia - Uganda - Zimbabwe | - Chile - Urugwaj  | - Jamajka - Kanada       | - Hongkong - Korea Południowa | - Niemcy - Irlandia - Portugalia - Walia | - Australia - Samoa - Tonga |

## Kwalifikacje

### Afryka
Stawką turnieju kwalifikacyjnego, będącego jednocześnie mistrzostwami Afryki, który odbył się w dniach 23–24 kwietnia 2022 roku w Kampali, były trzy miejsca w turnieju finałowym Pucharu Świata. Zawody rozegrano w czternastozespołowej obsadzie, w fazie wstępnej reprezentacje rywalizowały w siedmiu parach ustalonych według wcześniejszego rozstawienia. Siedmiu zwycięzców meczów fazy wstępnej oraz zespół, który przegrał najmniejszą różnicą punktów rywalizowało następnie systemem kołowym podzielone na dwie czterozespołowe grupy o awans do półfinałów. Kwalifikację na PŚ 2022 uzyskali medaliści zawodów: Uganda, Zambia i Kenia.

### Ameryka Północna/Karaiby
Turniej kwalifikacyjny pierwotnie miał się odbyć w postaci czerwcowego turnieju poprzedzonego lutowymi kwalifikacjami, a Federación Mexicana de Rugby otrzymała prawa do organizacji pierwszego z nich pod koniec sierpnia 2021 roku. Wskutek pandemii COVID-19 i rozprzestrzeniającego się wariantu Omikron zostały one odwołane w połowie stycznia 2022 roku, zaś pod koniec lutego ogłoszono, że zostanie rozegrany jeden turniej – w Nassau w dniach 23–24 kwietnia 2022 roku, którego stawką będą dwa miejsca w turnieju finałowym Pucharu Świata. Uczestniczące zespoły oraz format zawodów ogłoszono w połowie marca 2022 roku, zaś harmonogram spotkań dwa tygodnie później. W mistrzostwach miało wziąć udział piętnaście zespołów, które w pierwszym dniu walczyły podzielone na cztery grupy, a czołowe dwójki z każdej z grup awansowały do trzyrundowej fazy pucharowej. W związku z wycofaniem się dwóch reprezentacji zawody ostatecznie odbyły się w trzynastozespołowej obsadzie, a do finału awansowały Kanada i Jamajka gwarantując sobie tym samym udział w kapsztadzkim turnieju.

### Ameryka Południowa
Ameryce Południowej w turnieju finałowym Pucharu Świata przyznano dwa miejsca, o które walka odbyła się podczas CONSUR Sevens 2021 w kostarykańskiej stolicy San José w dniach 27–28 listopada 2021 roku. Wzięło w nim udział dziewięć reprezentacji podzielonych na trzy trzyzespołowe grupy rywalizujące systemem kołowym. Po dwie najlepsze zespoły z każdej grupy awansowały do turnieju Cup, trzecie zaś do Plate. Obydwa te turnieje ponownie rozgrywane były systemem kołowym w trzech trzyzespołowych grupach, po czym odbyła się faza pucharowa. Faworyzowane zespoły Brazylii, Urugwaju i Chile w pierwszej fazie grupowej nie oddały przeciwnikom choćby punktu, dwie pierwsze drużyny powtórzyły ten wyczyn także w drugiej fazie grupowej. W swoich półfinałach lepsi okazali się Chilijczycy i Urugwajczycy zyskując awans do PŚ 2022.

### Azja
Azji w turnieju finałowym Pucharu Świata przyznano dwa miejsca, o które rywalizacja odbyła się podczas mistrzostw kontynentu. W grudniu 2020 roku ich ogłoszono ramowy plan – podobnie jak w poprzednich sezonach miał składać się z trzech turniejów zaplanowanych do rozegrania w sierpniu i wrześniu w Korei Południowej, Chinach oraz Sri Lance. Na początku sierpnia 2021 roku odwołano południowokoreańskie zawody, zaś pozostałe dwa etapy przeniesiono do Dubaju na drugą połowę listopada, a ostatecznie zorganizowano tylko jeden. W mistrzostwach wzięło udział osiem reprezentacji, które rywalizowały w pierwszym dniu systemem kołowym podzielone na dwie czterozespołowe grupy, po czym czwórka najlepszych awansowała do półfinałów. W turnieju zwyciężyli reprezentanci Hongkongu w finale pokonując Koreę Południową, a oba te zespoły zakwalifikowały się na Puchar Świata 2022.

### Europa
W przeciwieństwie do poprzednich kwalifikacji awansu na Puchar Świata nie otrzymały najlepsze zespoły mistrzostw Europy, został natomiast zorganizowany oddzielny turniej eliminacyjny. Prawo udziału w nim uzyskało dziewięć zespołów z GPS – prócz mającej zagwarantowany awans Francji – a także Irlandia i Walia oraz najlepsza reprezentacja spośród pozostałych niebrytyjskich drużyn z poziomu Trophy. W rozegranym na Stadionul Arcul de Triumf w Bukareszcie w dniach 16–17 lipca 2022 roku turnieju wzięło udział dwanaście zespołów, a ich stawką były cztery miejsca w turnieju finałowym PŚ 2022. Reprezentacje zostały podzielone na trzy czterozespołowe grupy rywalizujące w pierwszej fazie w ramach grup systemem kołowym, po czym nastąpiła faza pucharowa – czołowa ósemka awansowała do ćwierćfinałów, pozostałe zespoły odpadły z rozgrywek. Ćwierćfinały pełniące jednocześnie rolę meczów o awans do PŚ kończyły rywalizację, bowiem kolejne etapy gier nie zostały zaplanowane. Z czwórki wyżej rozstawionych po fazie grupowej zespołów – Irlandii, Hiszpanii, Niemiec i Walii – awansu na PŚ nie uzyskali jedynie nowo koronowani mistrzowie kontynentu pokonani sensacyjnie przez sąsiadów z Półwyspu Iberyjskiego, Portugalczyków.

### Oceania
Oceanii w turnieju finałowym Pucharu Świata przyznano trzy miejsca, o które zespoły miały rywalizować podczas turnieju zaplanowanego na kwiecień 2022 roku. Z uwagi na jego odwołanie z powodu COVID-19 światowy i regionalny związek w marcu 2022 roku postanowiły, iż kwalifikację otrzymają najlepsze zespoły z tego regionu według rankingu obejmującego sezon 2020/2021 World Rugby Sevens Series oraz Mistrzostwa Oceanii w Rugby 7 Mężczyzn 2019. Zgodnie z tymi wytycznymi awans na PŚ 2022 otrzymały Australia, Samoa i Tonga.